# Antlers (film)
Antlers är en amerikansk skräckfilm från 2021. Filmen är regisserad av Scott Cooper, som även skrivit manus tillsammans med C. Henry Chaisson och Nick Antosca.
Filmen hade biopremiär i Sverige den 29 oktober 2021, utgiven av Walt Disney Pictures. Den var från en början planerad att ha premiär den 17 april 2020, men blev uppskjuten på grund av Covid-19-pandemin.

## Handling
Filmen handlar om Julia Meadows (Keri Russell), som arbetar som lärare i en liten kommun, Antlers, i Oregon och hennes bror, den lokala polisen Paul (Jesse Plemons). Paul blir bekymrad när han får reda på att en av Julias studenter har en övernaturlig varelse i sitt hem.

## Rollista (i urval)
- Keri Russell – Julia Meadows
- Katelyn Peterson – unga Julia Meadows
- Jesse Plemons – Paul Meadows
- Jeremy T. Thomas – Lucas Weaver
- Graham Greene – Warren Stokes
- Scott Haze – Frank Weaver
- Rory Cochrane – Dan Lecroy
- Amy Madigan – Rektor Booth
- Cody Davis – Clint